# Chimik Voskresensk

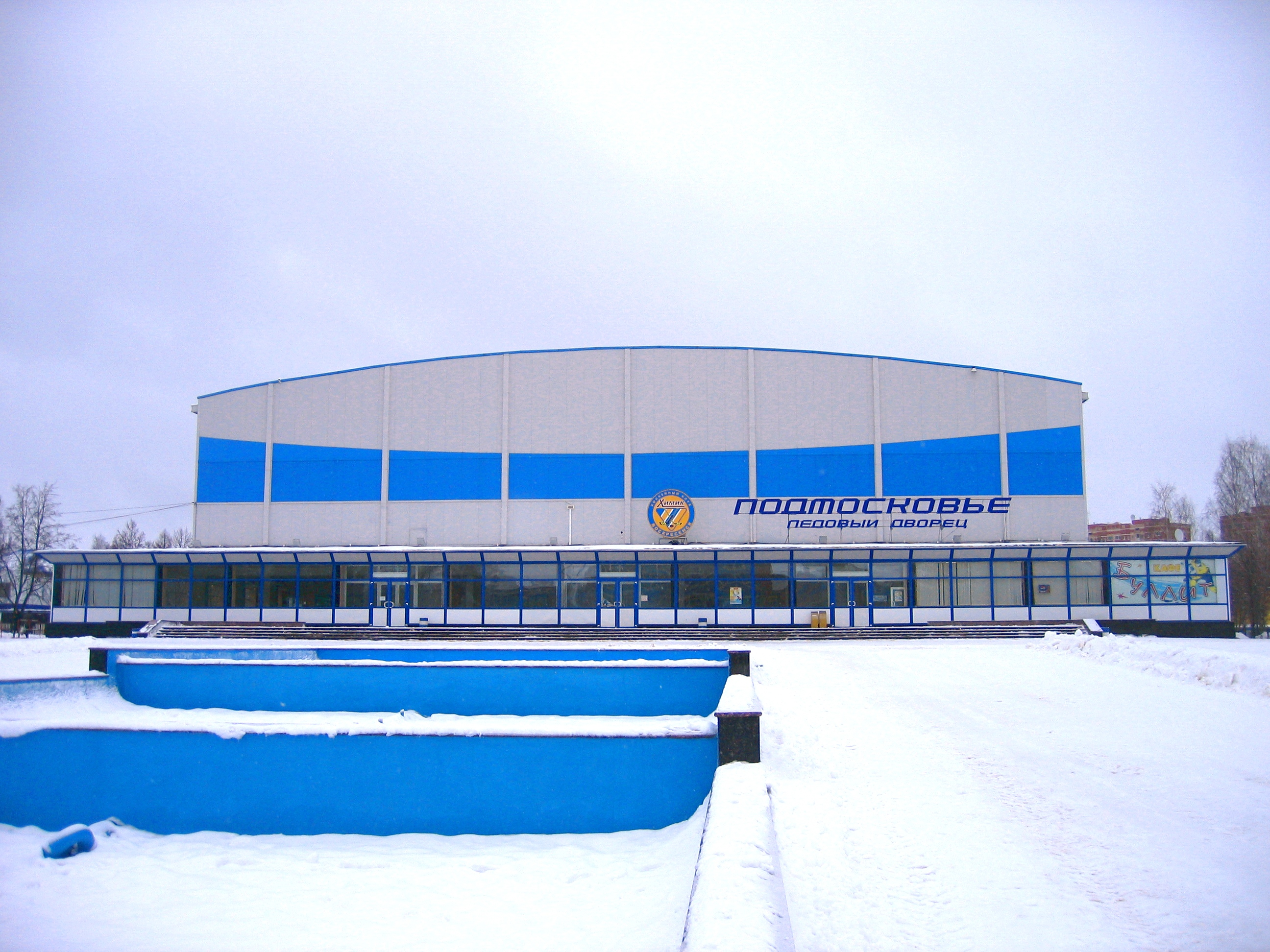
Zimní stadion ve Voskresensku

Chimik Voskresensk (rusky Химик Воскресенск) je ruský hokejový tým z Voskresensku, který hraje Ruskou ligu ledního hokeje (2. liga po Kontinentální hokejové lize) v Rusku. Byl založen v roce 2005. Domovským stánke je Dvorec Sporta Chimik. 
Klub bývá často zaměňován s Atlantem Mytišči, neboť se Atlant dříve jmenoval Chimik Voskresensk.
V roce 2008 hrál Kontinentální hokejovou ligu, ale od roku 2009 kvůli finančním problémům účinkování v ní ukončil a pokračuje v Ruské lize ledního hokeje.

## Přehled účasti v KHL
| Rusko                       |        |          |              |
| Sezóny                      | Soutěž | Play off | Kapitán      |
| 2008/2009                   | KHL    | Ne       | bez kapitána |
| Zdroj na Eliteprospects.com |        |          |              |